# Chrysonotomyia aeneicoxa
Chrysonotomyia aeneicoxa är en stekelart som först beskrevs av Alan Parkhurst Dodd 1917.  Chrysonotomyia aeneicoxa ingår i släktet Chrysonotomyia och familjen finglanssteklar. Inga underarter finns listade i Catalogue of Life.